# Herbert Werner (Manager)
Herbert Werner (* 3. Juni 1884 in Kattowitz; † 24. Februar 1948 in Braunschweig) war ein deutscher Industriemanager.

## Leben
Herbert Werner erlangte das Abitur am Städtischen Gymnasium in Kattowitz. Anschließend studierte er an den Universitäten Breslau, München und Berlin Rechtswissenschaften und Volkswirtschaftslehre. 1906 wurde er in Breslau Mitglied des Corps Silesia. Im gleichen Jahr legte er das 1. Staatsexamen ab. 1907 wurde er zum Dr. jur. promoviert. Nach dem 2. Staatsexamen nahm er den Dienst der Staatsbergverwaltung auf und wurde 1913 zum königlichen Berginspektor befördert.
1919 quittierte Werner den Staatsdienst und wechselte zur Schlesischen AG für Bergbau und Zinkhüttenbetrieb in Lipine. 1921 wurde er Vorstandsmitglied der Gesellschaft. 1922 wurde er Vorstandsmitglied der neu gegründeten Schlesischen Bergwerks- und Hütten AG in Beuthen, die als Folge der veränderten Grenzziehung in Oberschlesien entstanden war.
Werner war Vorstandsmitglied der Oberschlesischen Bezirksknappschaft in Gleiwitz und des Landesplanungsvereins in Oppeln.

## Aufsichtsratsmandate
Herbert Werner war Aufsichtsratsvorsitzender bei der Ohlauer Hafenbahn und Lagerei AG in Ohlau.

## Auszeichnungen
Herbert Werner war Träger des Verdienstkreuzes für Kriegshilfe und des Schlesischen Adlers II. und I. Stufe.